# Moonraker (novela)
Moonraker es la tercera novela del autor Ian Fleming sobre el agente ficticio del servicio secreto británico James Bond. El libro fue publicado primeramente por Jonathan Cape el 5 de abril de 1955. Situado totalmente en Inglaterra, la historia tiene dos mitades: la primera refiere a una batalla sobre una partida de bridge en un club de Londres entre Bond y el industrialista Sir Hugo Drax, mientras que la segunda sigue con una misión de Bond para impedir que Drax destruya Londres con un arma nuclear.
Ha habido una serie de adaptaciones de Moonraker, incluyendo la emisión de una tira cómica que apareció en el Daily Express en 1958. El nombre de la novela también fue utilizado en 1979 para la undécima película en la franquicia Bond de Eon Productions y la cuarta en protagonizar a Roger Moore como James Bond. La trama del libro fue reutilizada para la vigésima película de la franquicia, también de Eon Productions, y la cuarta y última protagonizada por Pierce Brosnan como James Bond.

## Argumento
El agente del MI6 James Bond es llamado por su superior, M, para reunirse con él por la noche en el club de M, Blades, donde uno de los miembros, el empresario multimillonario Sir Hugo Drax, está ganando mucho dinero jugando al bridge, aparentemente contra todos los pronósticos. M sospecha que Drax hace trampa, pero aunque en un principio clama indiferencia, luego muestra que está preocupado en por qué un multimillonario y héroe nacional, como Sir Hugo, haría trampa en un juego de cartas. Bond confirma que Drax está haciendo trampa y se las arregla para «engañar al tramposo» —ayudado por un cóctel de polvo de anfetamina mezclado con vino espumoso que lo mantiene alerta— ganando £15.000 y dejando furioso a Drax.
Drax es el producto de un trasfondo misterioso, supuestamente desconocido incluso para él mismo. Se cree que fue un soldado del Ejército Británico durante la Segunda Guerra Mundial, fue gravemente herido y sufrió amnesia en la explosión de una bomba colocada por un saboteador alemán en la sede de un campo británico. Tras una extensa rehabilitación en un hospital del ejército, finalmente regresó a Inglaterra para convertirse en un importante industrial aeroespacial.
Después de construir su fortuna y ganarse una posición en los negocios y la sociedad, Drax comenzó a construir el "Moonraker", el primer proyecto de misiles nuclear de Gran Bretaña, con la intención de defender al Reino Unido contra sus enemigos de la Guerra Fría. El cohete "Moonraker" iba a ser un cohete V2 actualizado que utilizara hidrógeno líquido y flúor como propulsores; para soportar las altas temperaturas de combustión de su motor, usaba columbita, de lo cual Drax tenía un monopolio. Debido a que el motor de cohete podía soportar temperaturas más altas, el Moonraker era capaz de utilizar los combustibles más poderosos, ampliando considerablemente su alcance efectivo.
Después de que un oficial de seguridad trabajando en el proyecto es muerto a tiros, M asigna a Bond para reemplazarlo y también para investigar lo que está pasando en la base de fabricación de misiles, situado entre Dover y Deal en la costa sur de Inglaterra. Todos los científicos trabajando en el proyecto son alemanes. En su puesto en el complejo, Bond conoce a Gala Brand, una bella agente especial de Scotland Yard encubierta como la asistente personal de Drax. También descubre pistas sobre la muerte de su predecesor, concluyendo que el exjefe de seguridad había sido asesinado por ser testigo de la llegada de un submarino frente a las costas.
El secuaz de Drax, Krebs es capturado por Bond espiando a través de su habitación. Más tarde, un intento de asesinato casi mata a Bond y Gala atrapándolos bajo un deslizamiento de tierra mientras nadan debajo de los acantilados de Dover. Drax lleva a Gala a Londres donde ella descubre la verdad sobre el Moonraker (comparando sus propias cifras de trayectoria de lanzamiento con aquellas en un cuaderno de bolsillo de Drax), pero es capturada y llevada a una estación de radio secreta (prevista para servir como un faro para el sistema de guía de misiles) en el corazón de Londres. Mientras intentaba rescatarla en una persecución, Bond también es capturado.
Drax le revela a Bond que nunca fue un soldado británico ni había sufrido jamás de amnesia sino que en realidad era un oficial alemán de una unidad de comandos al mando de Skorzeny y saboteador (vistiendo para tal fin un uniforme británico) llamado Hugo Graf von der Drache, cuya unidad había colocado un coche bomba en la sede de campo del ejército que lo hirió en la detonación. La historia de la amnesia era simplemente una tapadera que usó mientras se recuperaba en el hospital, con el fin de evitar represalias aliadas, aunque eso lo llevaría a una completamente nueva identidad británica. Drax. No obstante, seguía siendo un nazi entusiasta deseoso de vengarse contra Inglaterra por la derrota de su patria durante la guerra y por el historial de desaires sociales que sufrió cuando era joven mientras crecía en un internado inglés antes de la guerra. Su plan es destruir Londres con el mismo misil que ha construido para Gran Bretaña, por medio de una cabeza nuclear provista por los soviéticos que ha sido colocada en secreto en el Moonraker. También planea jugar con el mercado de valores el día antes para sacar un beneficio enorme del desastre inminente.
Brand y Bond son encarcelados bajo los propulsores del Moonraker para no dejar ningún rastro de ellos una vez que el cohete sea lanzado. Antes de esta primera prueba (supuestamente con el misil nuclear sin armar), Bond y Gala escapan. Gala da a Bond las coordenadas adecuadas para redirigir los girocompases y enviar al Moonraker al mar. Habiendo estado en connivencia con la inteligencia soviética todo el tiempo, Drax y su secuaz intentan escapar en un submarino ruso pero acaban muertos porque el buque huye a través de las mismas aguas sobre las cuales el Moonraker ha sido redirigido. Después de frustrar los planes de Drax, Bond le ofrece a Gala pasar una velada en las afueras francesas, pero Gala le señala un joven a unos metros de distancia, a quien identifica como su prometido y le dice a Bond que va a casarse al día siguiente. Bond está enojado consigo mismo por suponer que el anillo de Gala y su historia de estar comprometida que le había dicho anteriormente había sido un invento. Se da cuenta, sin embargo, que necesita liberarla de cualquier sentimiento de incomodidad que su interés en ella pudiera causarle, así que le dice sarcásticamente que siente envidia por su novio y que él tenía otros planes para ella la noche siguiente, mientras que ella sonriendo le asegura que hay muchas otras mujeres esperándolo. Los dos se despiden amigablemente y Bond retrocede a su fría existencia.